# Церква Святого Дмитрія (Малий Заланів)
Церква Святого Дмитрія — греко-католицька церква у селі Малий Заланів, пам'ятка архітектури національного значення № 1189/1.

## Історія
Перша згадка про церкву походить з податкових реєстрів 1578 р. Дата побудови першої церкви — невідома. У 1724 р. коштом пароха і громади, як свідчить різьблений напис на правому одвірку старого порталу південних вхідних дверей бабинця (в перекладі): «Створений храм цей року Божого 1724 місяця квітня дня 30», збудовано нову дерев'яну церкву. У ній первісно встановлено чотириярусний старосвітської і малярської роботи іконостас зі старішої церкви.
У 1876 р. завалили старий вівтар і звели новий мурований з двома захристіями по боках. Тоді ж добудували бабинець, перенісши головний вхід з південної сторони на західну, та, ймовірно, змінили форму верху над навою. Зачинена у 1960—1989 рр. Церква поновлена на початку 1990-х рр. Тоді покрито дахи бляхою і ошальовано стіни підопасання, залишаючи отвір на південній стіні бабинця, що дає можливість прочитати різьблений напис на західному одвірку давніх дверей. Нова дзвіниця зведена у 1989 р. Церква у користуванні громади УГКЦ.

## Опис
Розташована церква на схилі пагорба, в західній частині села Малий Заланів. У сучасному вигляді це муровано-дерев'яна споруда, що складається з наближеного до квадрату в плані зрубу нави, до якого з заходу прилягає видовжений вужчий прямокутний зруб бабинця, з невеличким присінком при західній стіні, а зі сходу — мурований, прямокутний вівтар з двома незначно вужчими прямокутними, зі зрізаними гранями, захристіями по боках. Нава вкрита високим пірамідальним наметовим верхом з невеличким заломом при вершині, увінчаним сліпим ліхтарем з маківкою. Бабинець накритий трисхилим дахом з заломом, увінчаним на кінці гребеня невеличкою маківкою. Над вівтарем здіймається велика шоломова баня, завершена сліпим ліхтарем з маківкою, а над захристіями — чотирисхилі наметові верхи з одним заломом, увінчані маківками. Наву і бабинець оперізує піддашшя, оперте на випусти вінців зрубів і перерване в місці прилягання присінку до західної стіни бабинця. Стіни дерев'яних частин шальовані вертикально дошками і лиштвами, мурованих — тиньковані, завершені профільованим гзимсом. Східна стіна вівтаря прикрашена півциркульно завершеною нішею з круглим віконним прорізом над нею. В інтер'єрі всі стіни нави і бабинця прибудованою частиною оббиті прескартоном. Досить широкі хори розташовані в продовженій частині бабинця. Чотириярусний іконостас трапецієвої побудови перероблений на початку 1900-х рр.. Ікони перемальовані, повторюючи давніші композиції. Тоді ж виконані нові царські врата. У крипті під вівтарем, за переказами, похоронені чотири особи — фундатори церкви Ярунтовичі і Галяревичі.

## Дзвіниця церкви Святого Дмитрія
На південний захід від церкви розташована дзвіниця, що замінила давнішу стовпову — з XVIII ст. Перший ярус є мурований, квадратовий в плані, відділений від другого стовпового, з відкритою арковою голосниковою галереєю, широким піддашшям. Вкриває дзвіницю наметовий пірамідальний дах.

## Див.також
- Церква Воздвиження Чесного Хреста (Загір'я);
- Церква Благовіщення Пречистої Діви Марії (Коломия);
- Церква Різдва Пресвятої Богородиці (Ворохта);
- Церква Різдва Пресвятої Богородиці (Криворівня);
- Церква святої великомучениці Параскеви П'ятниці (Шешори).